# Cercepiccola
Cercepiccola község (comune) Olaszország Molise régiójában, Campobasso megyében.

## Fekvése
A megye déli részén fekszik. Határai: Cercemaggiore, Mirabello Sannitico, San Giuliano del Sannio és Sepino.

## Története
A vidék már az ókorban lakott volt, erre utalnak az itt feltárt villák romjai. A tulajdonképpeni település a normann időkben alakult ki. A következő századokban nemesi birtok volt. A 19. században nyerte el önállóságát, amikor a Nápolyi Királyságban felszámolták a feudalizmust.

## Népessége
A népesség számának alakulása:

## Főbb látnivalói
- Palazzo Ducale dei Carafa
- SS. Salvatore-templom